# 韋格里夫卡
51°24′49″N 33°56′48″E / 51.41361°N 33.94667°E
韋赫里夫卡（烏克蘭語：Вегерівка）是位於烏克蘭東北部的村莊，由蘇梅州科諾托普區的普蒂夫利市鎮負責管轄。該村處於克列文河左岸，分別距離科季夫卡1公里和鲁德涅韦3公里，海拔高度141米，2001年人口10。